# Selección de baloncesto de Camerún
La selección de baloncesto de Camerún es el equipo formado por jugadores de nacionalidad camerunesa que representa a la Federación Camerunesa de Baloncesto en las competiciones internacionales organizadas por la Federación Internacional de Baloncesto (FIBA) o el Comité Olímpico Internacional (COI): los Juegos Olímpicos, la Copa Mundial de Baloncesto y el AfroBasket.
Camerún, que alguna vez fue un equipo mediocre, se ha convertido en una potencia importante y aspirante al título del Campeonato FIBA África. Su mejor logro fue alcanzar la medalla de plata en 2007. Desde finales de la década de 2000, el equipo también ha competido bien contra competidores no africanos.

## Plantilla
- Lista de jugadores convocados que disputaron el Torneo de Preclasificación Olímpica FIBA 2023.[1]

| Camerún                  | Camerún            | Camerún | Camerún | Camerún | Camerún                    |
| Num                      | Jugador            | Pos     | Altura  | Edad    | Equipo                     |
| ------------------------ | ------------------ | ------- | ------- | ------- | -------------------------- |
| 00                       | Paul Eboua         | AP      | 2,03 m  | 23      | Guerino Vanoli Basket      |
| 1                        | John Tonje         | B       | 1,96 m  | 22      | Colorado State University  |
| 8                        | Samir Gbetkom      | B       | 1,91 m  | 25      | Élan Chalon                |
| 10                       | Cyrille Liale      | B       | 1,80 m  | 31      | FAP Basketball             |
| 12                       | Jean Paul Mouandjo | AP      | 2,00 m  | 20      | BEAC Basketball            |
| 14                       | Ulrich Kamka       | AP      | 2,11 m  | 17      | REG BBC                    |
| 15                       | Arnold Kome        | A       | 1,95 m  | 30      | Jeanne D'Arc               |
| 23                       | Fabien Ateba       | E       | 1,95 m  | 32      | Saint-Vallier Basket Drôme |
| 24                       | Roland Nyama       | AP      | 1,98 m  | 30      | Jobstairs Gießen 46ers     |
| 25                       | Tamenang Choh      | AP      | 1,98 m  | 25      | CSKA                       |
| 26                       | Philippe Bayehe    | AP      | 2,06 m  | 23      | Happy Casa Brindisi        |
| 68                       | Jeremiah Hill      | E       | 1,88 m  | 27      | Bàsquet Girona             |
| Entrenador: Alfred Aboya |                    |         |         |         |                            |

## Partidos

### Próximos encuentros
| Fecha                   | Ciudad       | Competición                     | Local      |                       | Resultado |                                            | Visitante                       |
| ----------------------- | ------------ | ------------------------------- | ---------- | --------------------- | --------- | ------------------------------------------ | ------------------------------- |
| 24 de febrero de 2023   | Alejandría   | Clasificación Mundial 2023      | Camerún    | Bandera de Camerún    | 85:56     | Bandera de República Democrática del Congo | República Democrática del Congo |
| 25 de febrero de 2023   | Alejandría   | Clasificación Mundial 2023      | Egipto     | Bandera de Egipto     | 63:71     | Bandera de Camerún                         | Camerún                         |
| 26 de febrero de 2023   | Alejandría   | Clasificación Mundial 2023      | Camerún    | Bandera de Camerún    | 63:89     | Bandera de Senegal                         | Senegal                         |
| 15 de agosto de 2023    | Lagos        | Preclasificatorio Olímpico 2023 | Camerún    | Bandera de Camerún    | 104:74    | Bandera de Guinea                          | Guinea                          |
| 16 de agosto de 2023    | Lagos        | Preclasificatorio Olímpico 2023 | Túnez      | Bandera de Túnez      | 70:83     | Bandera de Camerún                         | Camerún                         |
| 19 de agosto de 2023    | Lagos        | Preclasificatorio Olímpico 2023 | Camerún    | Bandera de Camerún    | 87:70     | Bandera de Mali                            | Malí                            |
| 20 de agosto de 2023    | Lagos        | Preclasificatorio Olímpico 2023 | Senegal    | Bandera de Senegal    | 74:80     | Bandera de Camerún                         | Camerún                         |
| 3 de julio de 2024      | Riga         | Torneo Preolímpico FIBA 2024    | Montenegro | Bandera de Montenegro | :         | Bandera de Camerún                         | Camerún                         |
| 4 de julio de 2024      | Riga         | Torneo Preolímpico FIBA 2024    | Camerún    | Bandera de Camerún    | :         | Bandera de Brasil                          | Brasil                          |
| 22 de noviembre de 2024 | Bandera de ? | Clasificatorio AfroBasket 2025  | Camerún    | Bandera de Camerún    | :         | Bandera de Gabón                           | Gabón                           |
| 23 de noviembre de 2024 | Bandera de ? | Clasificatorio AfroBasket 2025  | Ruanda     | Bandera de Ruanda     | :         | Bandera de Camerún                         | Camerún                         |
| 24 de noviembre de 2024 | Bandera de ? | Clasificatorio AfroBasket 2025  | Senegal    | Bandera de Senegal    | :         | Bandera de Camerún                         | Camerún                         |
| 21 de febrero de 2025   | Bandera de ? | Clasificatorio AfroBasket 2025  | Gabón      | Bandera de Gabón      | :         | Bandera de Camerún                         | Camerún                         |
| 22 de febrero de 2025   | Bandera de ? | Clasificatorio AfroBasket 2025  | Camerún    | Bandera de Camerún    | :         | Bandera de Ruanda                          | Ruanda                          |
| 23 de febrero de 2025   | Bandera de ? | Clasificatorio AfroBasket 2025  | Camerún    | Bandera de Camerún    | :         | Bandera de Senegal                         | Senegal                         |

## Entrenadores
- Lazare Adingono: 2007–2011
- Michel Perrin: 2013
- Lazare Adingono: 2021–2022
- Alfred Aboya: 2022–act.

## Jugadores destacados
- Ruben Boumtje-Boumtje
- Luc Mbah a Moute
- Joel Embiid
- Pascal Siakam
- Christian Koloko

## Historial

### Copa Mundial
Resultado General: No ocupa puesto
| Copa Mundial de Baloncesto |
| --- |
| - 1950: No calificó - 1954: No calificó - 1959: No calificó - 1963: No calificó - 1967: No calificó - 1970: No calificó - 1974: No calificó - 1978: No calificó - 1982: No calificó - 1986: No calificó - 1990: No calificó - 1994: No calificó - 1998: No calificó - 2002: No calificó - 2006: No calificó - 2010: No calificó - 2014: No calificó - 2019: No calificó - 2023: No calificó - 2027: TBD |

### Juegos Olímpicos
| Baloncesto en los Juegos Olímpicos |
| --- |
| - Berlín 1936: No calificó - Londres 1948: No calificó - Helsinki 1952: No calificó - Melbourne 1956: No calificó - Roma 1960: No calificó - Tokio 1964: No calificó - México 1968: No calificó - Múnich 1972: No calificó - Montreal 1976: No calificó - Moscú 1980: No calificó - Los Ángeles 1984: No calificó - Seúl 1988: No calificó - Barcelona 1992: No calificó - Atlanta 1996: No calificó - Sídney 2000: No calificó - Atenas 2004: No calificó - Pekín 2008: No calificó - Londres 2012: No calificó - Río 2016: No calificó - Tokio 2020: No calificó - París 2024: No calificó |

### AfroBasket
| Afrobasket | Afrobasket  | Afrobasket | Afrobasket  | Afrobasket | Afrobasket       |
| ---------- | ----------- | ---------- | ----------- | ---------- | ---------------- |
| 1962:      | No calificó | 1964:      | No calificó | 1965:      | No calificó      |
| 1968:      | No calificó | 1970:      | No calificó | 1972:      | 8° Lugar         |
| 1974:      | 4° Lugar    | 1975:      | No calificó | 1978:      | No calificó      |
| 1980:      | No calificó | 1981:      | No calificó | 1983:      | No calificó      |
| 1985:      | No calificó | 1987:      | No calificó | 1989:      | No calificó      |
| 1992:      | 8° Lugar    | 1993:      | No calificó | 1995:      | No calificó      |
| 1997:      | No calificó | 1999:      | No calificó | 2001:      | No calificó      |
| 2003:      | No calificó | 2005:      | No calificó | 2007:      | Medalla de plata |
| 2009:      | 4° Lugar    | 2011:      | 7° Lugar    | 2013:      | 5° Lugar         |
| 2015:      | 9° Lugar    | 2017:      | 5° Lugar    |            |                  |

## Palmarés
- AfroBasket:
  -  Subcampeón (1): 2007